# モバイルブラウザ

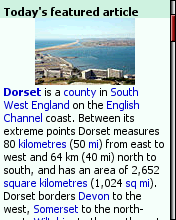
Opera Mini 3はモバイルブラウザの一例

モバイルブラウザ（英: Mobile browser）とは、携帯電話やPDAなどの携帯機器向けに設計されたウェブブラウザ。マイクロブラウザ（Microbrowser）とも。小さい画面で効率的にWebコンテンツを表示するよう最適化されている。メモリ容量が小さく通信帯域の狭い携帯機器でも快適に動作するよう、メモリ使用量を少なくする必要がある。通常のウェブブラウザの機能を削減したバージョンで、2000年代以前のモバイル機器の性能的制約から多用された。

## 基盤となる技術
モバイルブラウザは、携帯電話網あるいは無線LAN経由で、TCP/IP 上の HTTP を使う。表示できるページは、HTML、XHTML Mobile Profile（WAP 2.0）、WML（HDMLベースで WAP 1.3 の規格）などで書かれたものである。日本では、HTML のサブセットである Compact HTML および HTML を閲覧可能な iモード がNTTドコモによって定義された。
WAP 2.0 では、W3C の標準である XHTML と CSS を携帯機器向けに修正した XHTML Mobile Profile と WAP CSS が定義されている。

## 歴史
WAPやNTTドコモのiモード、オープンウェーブのHDMLなど、いわゆるモバイルブラウザ技術は、初期の携帯機器におけるデータサービス手段として発達した。
1997年、イギリスのSTNC社は HitchHiker と呼ばれるユーザインタフェース全体を提供するマイクロブラウザを開発した。これを実装した実証用のプラットフォーム（Webwalker）の処理能力は、わずか1MIPSだった。1999年、STNCはマイクロソフトに買収され、HitchHiker は Microsoft Mobile Explorer 2.0 となった。これは、Microsoft Mobile Explorer 1.0 とは直接の関係がない。HitchHiker は、統合されたレンダリングモデルを持つ最初のマイクロブラウザと考えられ、HTML、WAP、ECMAScript、WMLScriptなどが描画できると共に、POP3とIMAPの電子メール機能も一つのクライアントに備えていた。使われることはなかったが、HTML と WAP が混在するページを描画することもできた（他の機器では不可能）。
1998年、日本の奥一穂はPalmOS向けのフリーなブラウザ Palmscape を開発した（後にシェアウェア化）。
2001年、iモード互換機能などを追加した Mobile Explorer 3.0 がリリースされた。OTAデータベース同期、プッシュ型電子メール、プッシュ型情報クライアント、PIM機能などを備えている。ソニー・エリクソンはこれに各種機能を統合して CMD-Z700 に搭載しようとしたが、キャンセルされた。Mobile Explorer の開発は2002年に終了した。
オペラソフトウェアは、Small Screen Rendering（SSR）と Medium Screen Rendering（MSR）といった携帯機器向けの技術を早くから開発していた。Opera Browserは小さい画面に通常のウェブページを描画できるよう最適化されている。Ajaxを最初にサポートしたモバイルブラウザでもあり、Acid2 に初めて合格したモバイルブラウザでもある。
2000年代中盤からは普通のウェブブラウザの機能をほぼ全て備え、HTML、CSS 2.1、JavaScript、Ajax などに対応し、Adobe Flash Lite のようなプラグインが利用可能で、さらに携帯機器向けの技術である WML や Compact HTML にも対応したフルブラウザが登場し、置き換わっていった。